# Phyllophila eremita
Phyllophila eremita là một loài bướm đêm trong họ Noctuidae.